# Eparchie Saskatoon
Die Eparchie Saskatoon (lat.: Eparchia Saskatoonensis Ucrainorum) ist eine in Kanada gelegene Eparchie der ukrainischen griechisch-katholischen Kirche mit Sitz in Saskatoon.

## Geschichte

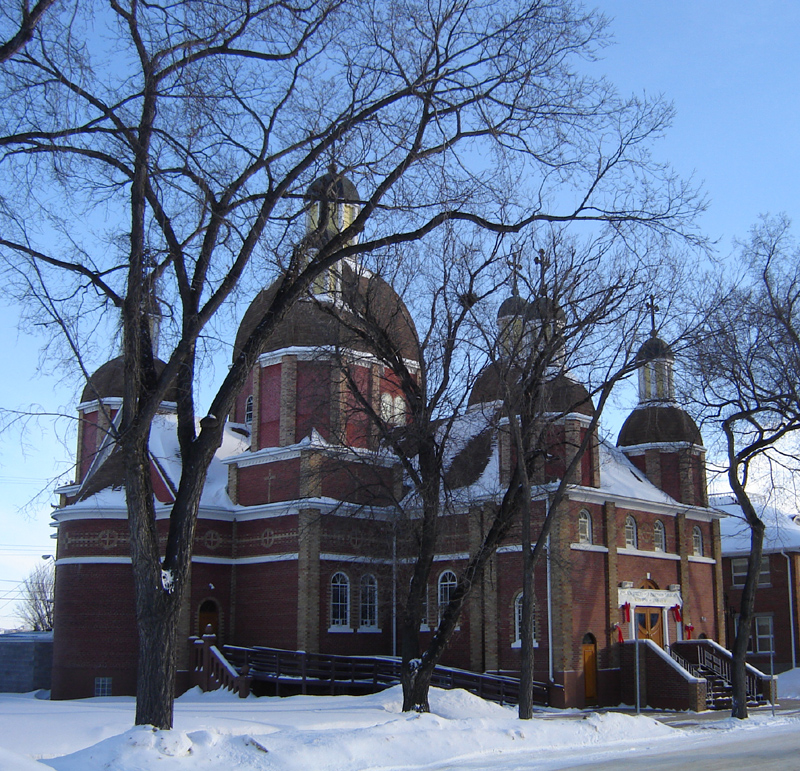
Kathedrale St. George in Saskatoon

Die Eparchie Saskatoon wurde am 10. März 1951 durch Papst Pius XII. mit der Apostolischen Konstitution De Ruthenorum aus Gebietsabtretungen des Apostolischen Exarchats Zentral-Kanada als Apostolisches Exarchat Saskatoon errichtet. Am 3. November 1956 wurde das Apostolische Exarchat Saskatoon durch Pius XII. mit der Apostolischen Konstitution Hanc Apostolicam zur Eparchie erhoben und der Erzeparchie Winnipeg als Suffragandiözese unterstellt.

## Ordinarien

### Apostolische Exarchen von Saskatoon
- 1951–1956 Andrew Roborecki

### Bischöfe der Eparchie Saskatoon
- 1956–1982 Andrew Roborecki
- 1983–1995 Basil Filevich
- 1995–1998 Cornelius John Pasichny OSBM, dann Bischof der Eparchie Toronto
- 1995–1998 Michael Wiwchar CSsR
- 2008–2022 Bryan Joseph Bayda CSsR, dann Bischof von Toronto
- seit 2023 Michael Smolinski CSsR